# Rue Goethe
La rue Goethe est une voie du 16e arrondissement de Paris.

## Situation et accès
Longue de 130 mètres, elle commence place Pierre-Brisson et se termine au 6, rue de Galliera.
Elle se situe à peu près à égale distance des stations Iéna et Alma-Marceau, où circulent les trains de la ligne 9.

## Origine du nom

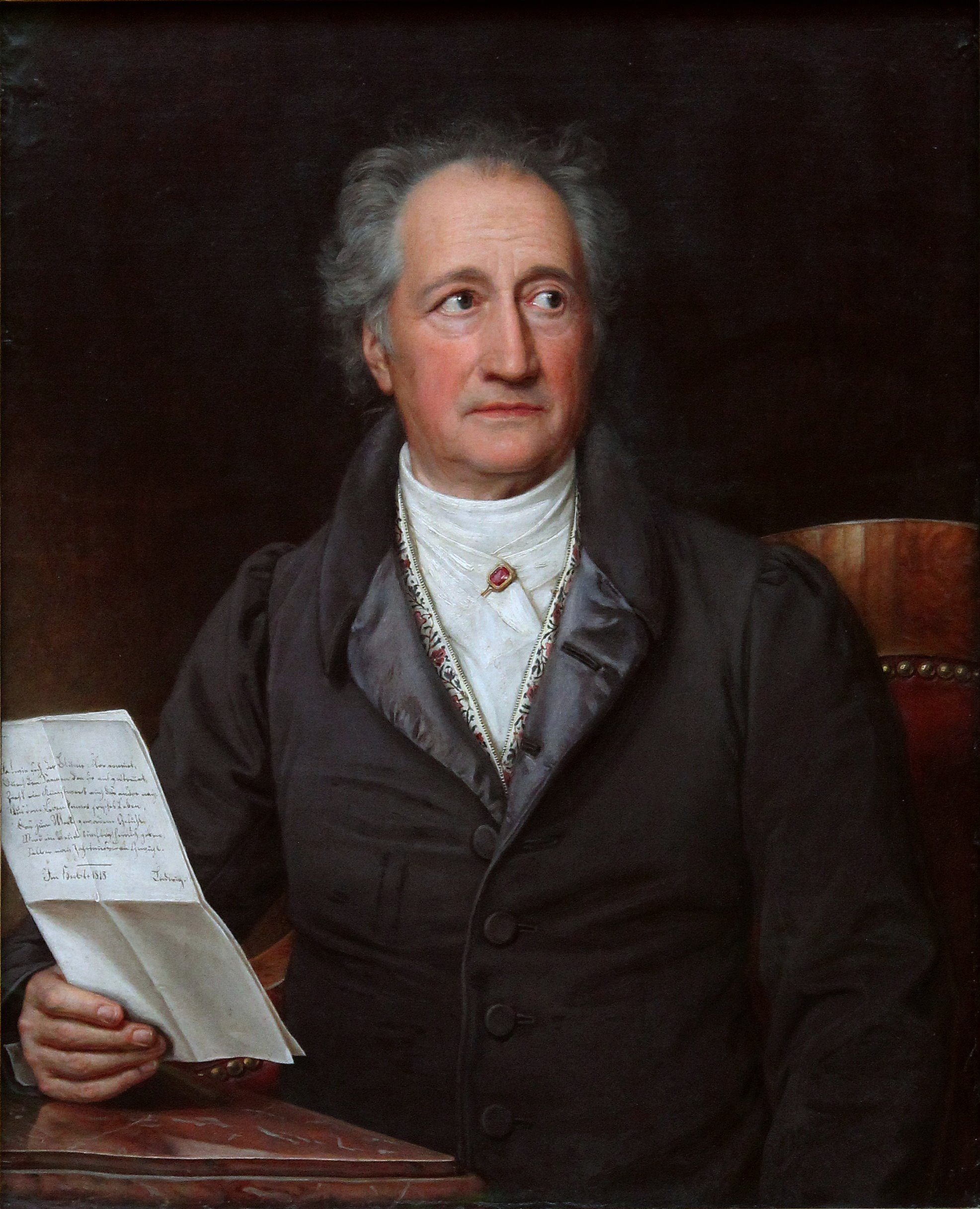
L’écrivain Goethe à 79 ans.

Lors du percement de la rue, il était projeté de lui donner le nom de « rue de Cadix », mais elle a finalement été nommée en l'honneur de l'écrivain allemand Johann Wolfgang von Goethe (1749-1832).

## Historique
Les trois îlots entre la rue Goethe et l'avenue du Président-Wilson ont été lotis dans les années 1880. Ainsi, respectant l'ordonnancement établi par Haussmann, la rue Goethe est bordée de façades en pierre cohérentes.

## Bâtiments remarquables et lieux de mémoire

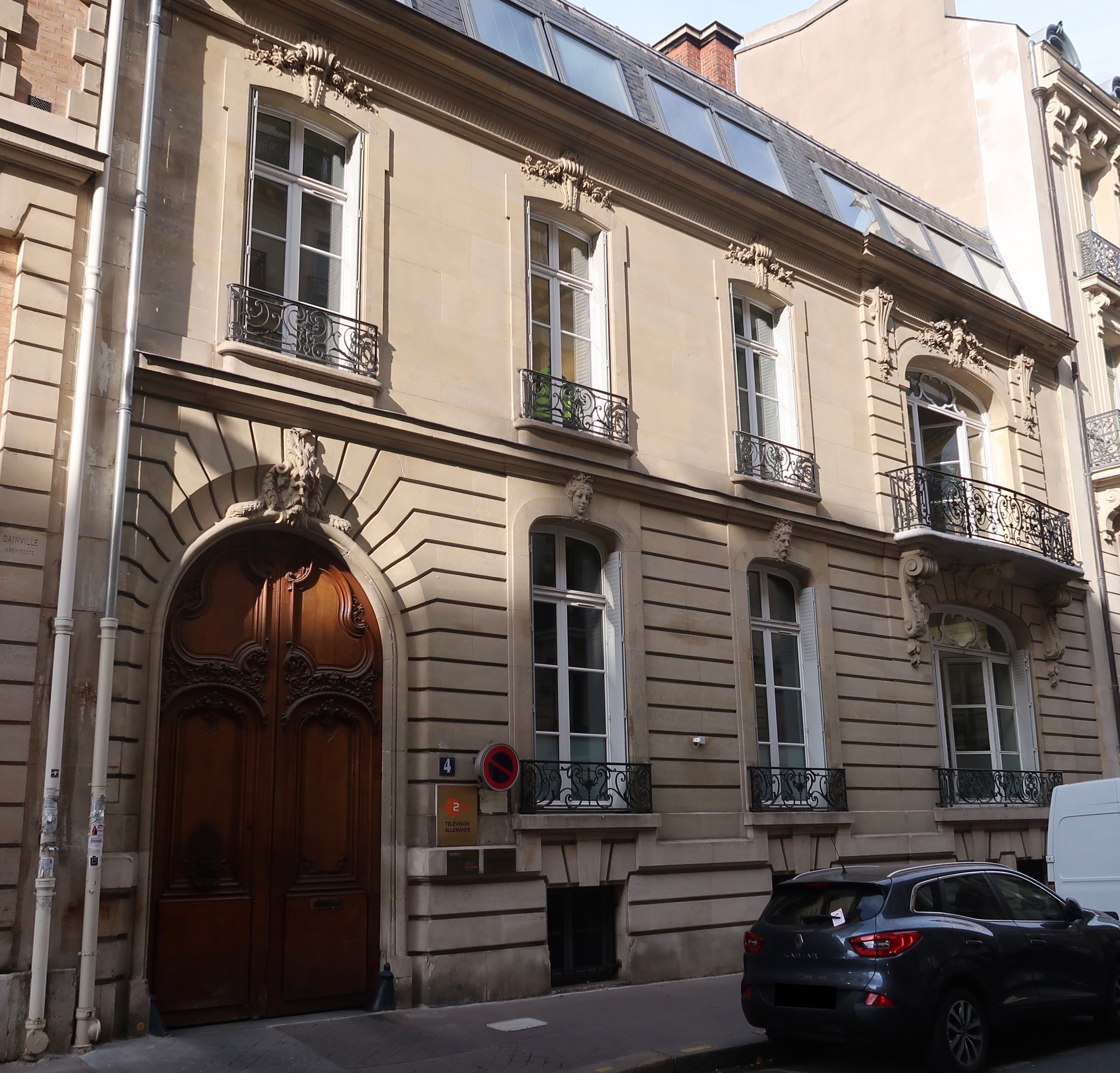
No 4.

- No 4 : bureaux de la télévision allemande ZDF et du journal allemand Frankfurter Allgemeine Zeitung à Paris.
- No 6 : Philippe Lichtenstein (1831-1892), colonel français, a résidé à cette adresse[3].